# Bretanya
|  | Aquest article tracta sobre el país bretó. Vegeu-ne altres significats a «Bretanya (regió administrativa)». |

Bretanya (bretó: Breizh, gal·ló: Bertaèyn, francès: Bretagne) és una nació europea, d'origen cèltic, situada sobre la costa atlàntica. Ocupa una extensa península a l'oest d'Europa de 34.023 km², la qual s'estén uns 240 quilòmetres fins a l'oceà Atlàntic, entre el canal de la Mànega al nord i el golf de Biscaia al sud. Naoned n'era la capital històrica.
Administrativament el país resta dividit entre la regió francesa de Bretanya, creada pel govern de Vichèi durant la Segona Guerra Mundial, que comprèn el 80% de l'antic ducat de Bretanya, considerat el bressol de la nació bretona i el 20% restant que pertany actualment al departament del Loira Atlàntic i que forma part de la regió del País del Loira, amb capital a Naoned, la capital històrica del ducat de Bretanya.

## Etimologia
El nom «Bretanya» prové del llatí Brittania (també escrit Britannia) que significa, literalment, «el país dels bretons». Aquest nom s'empra des del segle i pels romans per designar la Bretanya insular, i més precisament, la província romana que s'estenia des del sud de l'illa fins als murs protectors del nord (el mur d'Agricola, el mur d'Adrià i després el mur d'Antoní). El terme llatí deriva del mot grec emprat pel viatger marsellès Píteas per designar el conjunt d'illes del nord que visità el 320aC: Πρεττανικη o Βρεττανίαι. El segle i aC Diodor introduí la forma Πρεττανια i Estrabó emprà Βρεττανία. Marcià d'Heraclea, en el seu Periplus maris exteri hi parlà de les "illes pretàniques" (αἱ Πρεττανικαὶ νῆσοι).
Els habitants de Prittanike eren anomenats Πρεττανοι, Pritteni o Prettani, probablement un nom celta, potser el que feien servir els gal·lesos per designar els habitants de les illes. Aquest terme prové del gal·lès Prydain (en gal·lès mitjà Prydein), que designa Bretanya (l'illa de Bretanya).
Després de la caiguda de l'Imperi Romà d'Occident i a mesura que els bretons s'instal·laren al territori d'Armòrica, el nom de llur pàtria original substitueix el d'Armòrica sense acabar-lo de reemplaçar completament. S'imposa definitivament entre el segle v i segle vi. Aleshores per designar el territori sota el control dels bretons es parla de Britannia Minor o Britannia.
«Breizh», el nom en bretó de Bretanya, prové de l'antic Brittia.
El terme «Armòrica» sovint s'empra per designar Bretanya. Podria venir del gal·lès aremorica, que significaria «proper a la mar». Un tercer nom, Letauia (en francès «Létavie») fou utilitzat fins als segles xi i xii. Vindria d'una arrel celta que significa «ample i pla» i es troba al mot gal·lès Llydaw, que designa la Bretanya continental.

## El medi físic

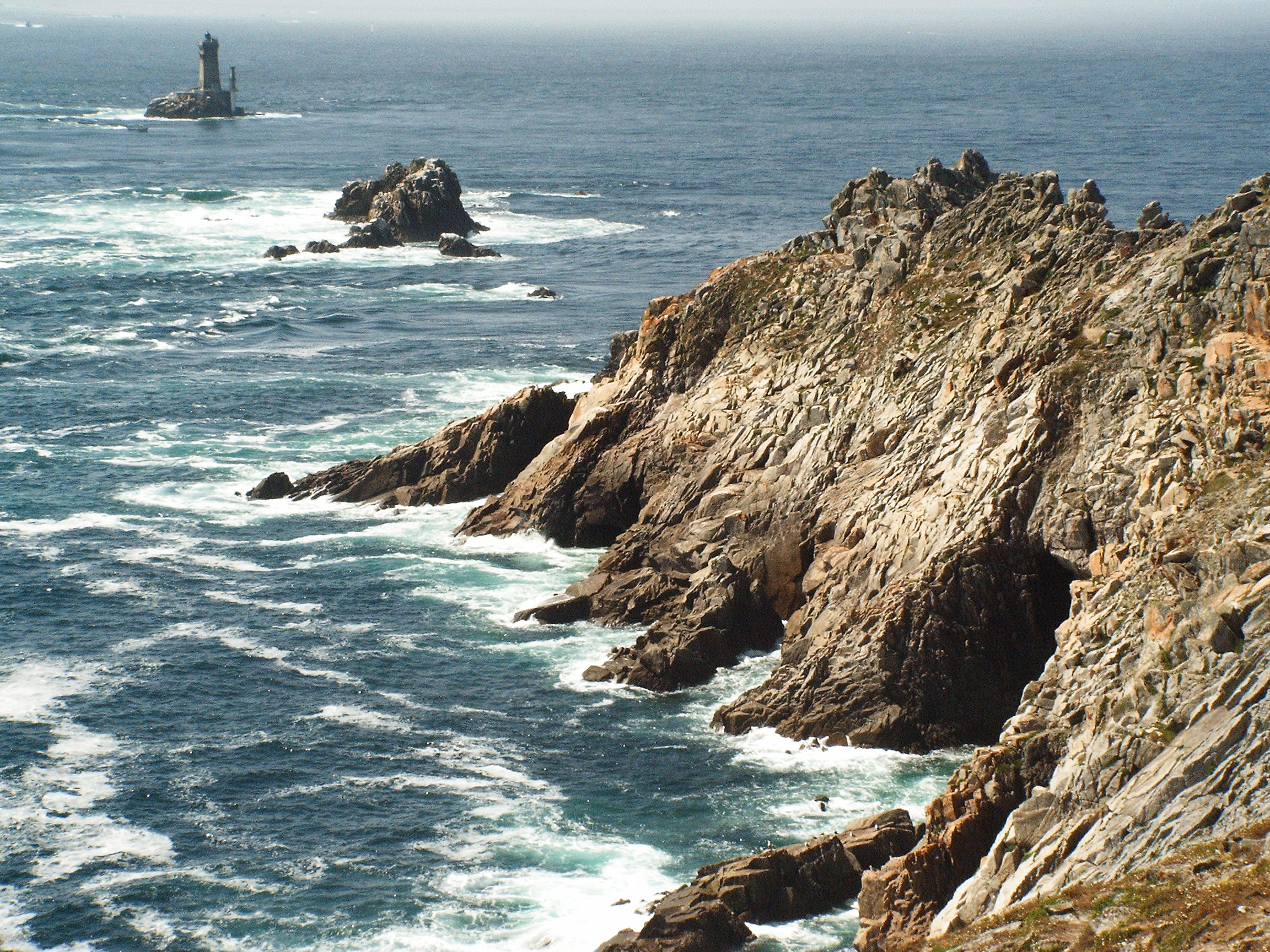
Pointe du Raz

El país forma una accidentada península a l'oest de l'antiga província romana d'Aquitània. Hom en pot considerar l'interior dividit en dues parts per la vall de riu Aon (Aulne), que prolonga vers l'est el canal que uneix Nantes (Naoned) amb Brest. Les principals alçàries es troben a l'interior, i la costa és força escarpada. La península es divideix en dues zones orogràfiques força diferenciades:
- Argoad (del cèltic koat, "bosc"), a l'interior, gairebé pla i tradicionalment ple de boscos, com el de Brekilien (en francès, Brocéliande), antic lloc sagrat dels celtes (on hi vivia Merlí). Tanmateix, han estat molt despoblats des del segle xviii. Entre les seves sotsunitats, comprèn el Talar de Roazhon i el Plateau de Roc'han.
- Armor o Arvor (del cèltic mor, ”mar”), a la costa, faixa de terra d'uns 1.300 quilòmetres de llarg, força accidentada i dividida en dues parts pel riu Aon, hi destaquen les principals unitats orogràfiques:
  - Menez Arre, amb el Tuchenn Gador o Menez Mikael (384 m), la major alçària del país, i el Menez C'homm (330 m).
  - Menezioù Du (Muntanyes Negres), separades de l'anterior per la Conca de Kastellin.
  - Lanneier ar Menez (Landes de Menez), que tallen el país d'Argoad, i tenen l'alçària d'Ar Menez (340 m).
  - Lanneier Lanvoz (Landes de Lanvaux).

La costa és força accidentada, i conté nombroses aber (similars a les ries gallegues) com les Leger (Guer), Trev (Trieux), Gouet, Argenon (Arguenon), Rans (Rance), Oded, Blaouezh (Blavet) i plegmor (badies), que compten amb petites enez (illes), com les de Groe/Groix, Sun, Baz i Ar Gerveur. Els principals ster o rius, tots ells de la conca atlàntica, són el Liger/Loire, Oust, Blaouezh, Doursec'h, Semnon, Gwilen/Vilaine, Trev, Gouet, Elorn, Oded, Skorv, Evel, Leff, Isole i Aon/Aulne. També hi ha nombrosos lenn (llacs), la gran majoria petits i sense importància, llevat Al Lenn Veur, Mikael, Lenn Gwerledan i Ar Dug.
A la costa es concentren les principals activitats humanes i econòmiques de Bretanya. La costa nord, vorejada pels altiplans granítics i esquistosos —Bro Leon, Bro Dreger, Penteur—, és marcada per forts espadats. Una gran part de la seva superfície és recoberta per dipòsits de loess que daten dels inicis del Quaternari. Al sud de Brest la costa és més plana, però més retallada de resultes d'una transgressió marina que inundà les parts baixes de les valls fluvials, excavades profundament en un peneplà, i formà nombroses ries i estuaris —Oded, Laita, Blaouezh (Blavet), Vilaine—, així com badies profundes —rada de Brest; badies de Douarnenez i Audierne. Aquesta part és vorejada d'illes —Glenan, Groe (Groix), Houad (Houat), Edig (Hoëdic), Gerveur (Belle-Île)—, la majoria de les quals resultat d'una subsidència, i que sovint no són sinó un amuntegament de roques, fragments granítics units a la costa per un tómbol —Kiberen (Quiberon)—, o bé bancs de sorra que aïllen estanys i aiguamolls —Le Croisic (Ar Groazig), Grande Brière.
Un factor molt important per a la configuració actual de la costa bretona és la constant erosió marina. El clima és oceànic, amb hiverns temperats i estius frescs i les pluges varien de més a menys de la costa a l'interior. Els vents del sud-oest i del nord-est són coneguts a la costa amb els noms de noroît i suroît. Els sòls, rics en humus, que abans del s V eren coberts de boscs, s'han convertit, a causa de la denudació i l'erosió, en un paisatge de landes damunt sòls àcids, impermeables, que només permeten una vegetació escadussera. Per contra, les àrees costaneres tenen un sòl més ric a causa dels dipòsits de loess i de les aportacions de correctors calcaris al s. XIX.

## La nació bretona

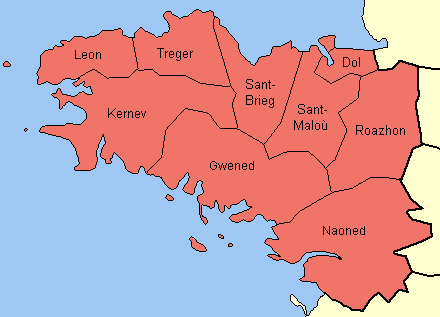
Els nou països de la Bretanya històrica

La Bretanya històrica està delimitada pel canal de la Mànega al nord, la Mar Cèltica i l'Iroise a l'oest i el golf de Biscaia al sud. Al final de l'Imperi Romà rep una massa d'immigració que fa créixer la població de bretons en una part de l'antiga Armòrica celta. Hi creen un regne el segle ix, que tot seguit esdevé un ducat. El 1532 es converteix en una «província reputada estrangera» unida a França sota la mateixa corona fins a la seva desaparició administrativa el 1790 i la seva divisió en cinc departaments: Costes del Nord, Finisterre, Ille i Vilaine, Loira Atlàntic i Ar Mor-Bihan.
Bretanya és considerada per la Lliga Cèltica com un dels sis nacions celtes, quant a llengua, etnologia i història. Els seus habitants són els bretons, llur nom en bretó, Breizh [brɛjs], s'escriu amb «zh» perquè s'assembli a l'antiga escriptura per al nord i l'oest (Breiz), amb la del sud (Breih). «Breizh» s'abreuja BZH. En gal·ló, l'altra llengua tradicional de Bretanya, és Bertaèyn.
L'apel·lació Bretanya designa també una regió francesa de quatre departaments. El departament del Loira Atlàntic, històricament bretó, és avui dia a la regió de País del Loira.
La nació bretona, el territori reclamat pels nacionalistes bretons comprèn, endemés de la regió administrativa actual de Bretanya, el departament de la Loira Atlàntic. Aquest, històricament bretó, és avui dia a la regió de País del Loira. El territori bretó està dividit en nou broiou (països):
- Bro Leon (Lleó)
- Bro Dreger (Treguier)
- Bro Kernev (Cornualla)
- Bro Gwened (Vanetès)
- Bro Sant Brieg o Penteur (Penthièvre)
- Bro Zol
- Bro Sant Malou
- Bro Roazhon
- Bro Naoned

## Història

### Prehistòria

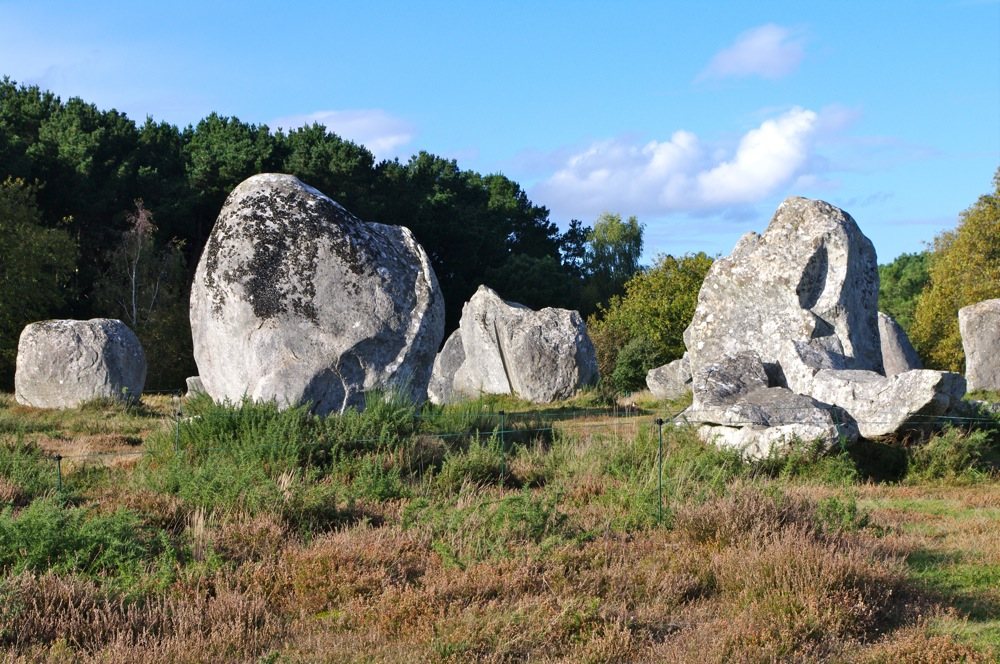
Menhirs dels Alineaments de Carnac

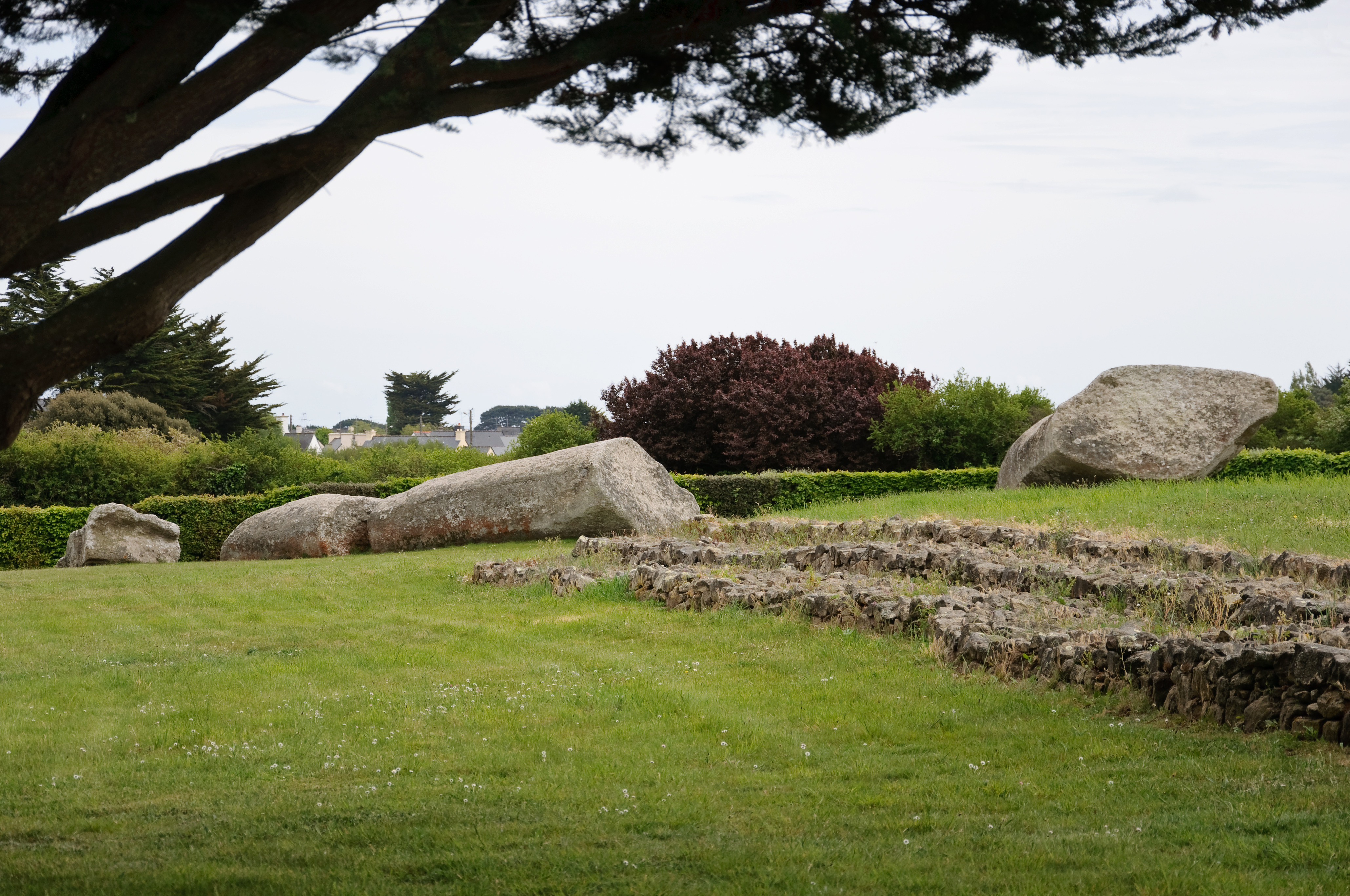
Gran menhir trencat d'Er Grah

El territori de Bretanya fou poblat per l'home des del Paleolític inferior amb una població neandertal que no es distingia de la de la resta d'Europa occidental i que segurament fou poc nombrosa. La seva única particularitat és l'existència d'una fisonomia particular, el Colombanià, sobretot a Carnac.
Els primers homes moderns arribaren a Bretanya cap al 35.000 aC i reemplacen o absorbeixen els neandertals. El Paleolític superior és caracteritzat per tot d'indústries de transició, properes al Châtelperronià a la costa nord i per les indústries més clàssiques, de factura magdaleniana, al sud del Loira, sens que es pugui saber si la diferència entre totes dues és purament cultural o si reflecteix la persistència d'un reducte neandertal. Bretanya només té una sola gruta ornada: la Dérouine.
Al Mesolític Bretanya es farceix de boscs i és poblada per comunitats relativament nombroses, dividides en tres grups regionals. Al Mesolític proper s'inicia una tendència a la sedentarització, sobretot als llocs de Teviec i d'Hœdic.
L'agricultura arriba a Bretanya el mil·lenni V aC, portada per emigrants vinguts del sud i de l'est. La neolitisatzió no es tradueix tanmateix per un reemplaçament de població. Els caçadors-recol·lectors locals adopten les noves tècniques, que permeten l'emergència de societats complexes, sobretot al golf de Morbihan.
Això es tradueix per l'aparició d'una arquitectura megalítica, també per tombes primerenques i d'alineaments. El departament d'Ar Mor-Bihan conté nombrosos megàlits, com el gran menhir trencat d'Er Gah, que és el monument més gran transportat i erigit pels homes del Neolític.
Encara que tot d'influències de la cultura de la ceràmica lligada es fa notar a finals del Neolític, Bretanya presenta una certa continuïtat cultural fins al principi de l'edat del bronze. El campaniforme, molt present, sembla integrar-se en les tradicions locals.

### Protohistòria cèltica

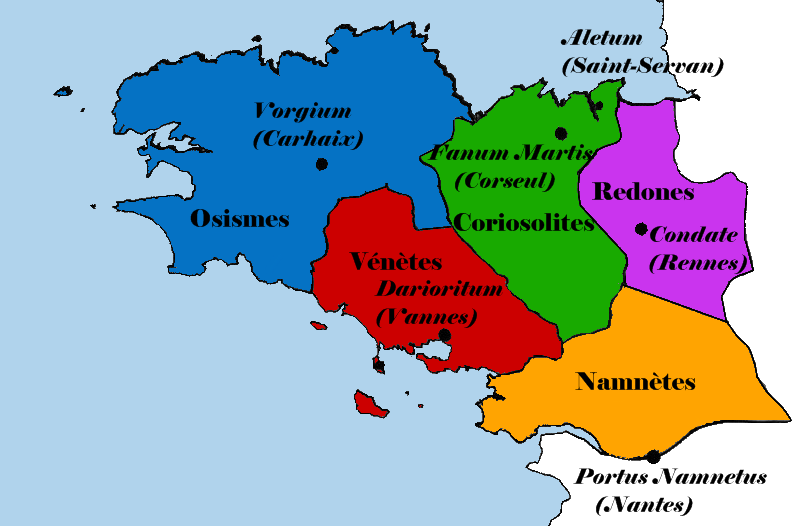
Mapa dels pobles gal·lesos de l'actual Bretanya.

Durant la protohistòria cèltica, el territori fou ocupat per cinc pobles principals:
- Els curiosolites, el territori dels quals se situava a l'est de l'actual departament de Costes del Nord, a l'oest i a l'Ille i Vilaine i el nord-est de l'Ar Mor-Bihan, i qui donaren el nom a la ciutat de Corseul.
- Els namnetes, que residien a l'actual departament del Loira Atlàntic, a la riba dreta del Loira (la riba esquerra estava ocupada per un poble aliat: els ambilatres[14]). Van donar el nom a la ciutat de Nantes (Naoned en bretó modern).
- Els osismes, que es trobaven a l'actual departament de Finisterre i a la part oest de les Costes del Nord i d'Ar Mor-Bihan.
- Els rèdons, que habitaven a l'est de l'actual departament de l'Ille i Vilaine. Donaren nom a la ciutat de Rennes.
- Els vènets, que es trobaven a l'actual Ar Mor-Bihan, aparentats amb els pobles homònims de Vèneto i Gwynedd, donaren nom a la ciutat de Vannes (Gwened en bretó).

Aquests pobles tenien fortes relacions econòmiques amb els celtes de l'illa de Bretanya, sobretot el comerç d'estany. Formaven part d'una «confederació armoricana» de pobles gal·lesos que, segons Juli Cèsar, comprenien «els curiosolites, els rèdons, els ambibarii, els calets, els osismes, els lemovices i els unel·les» (De bello gallico, llibre VII).

### Història gal·loromana

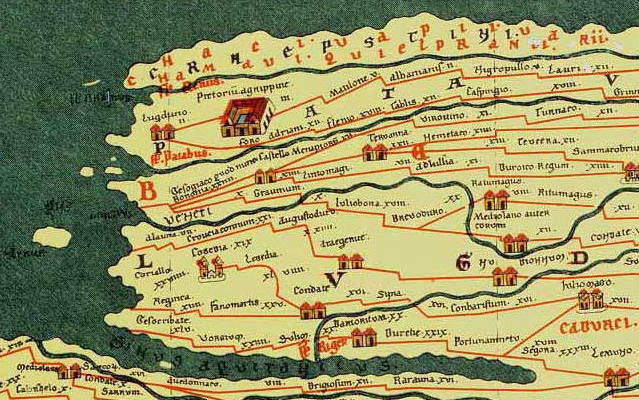
L'oest de la Gàl·lia romana a la Taula de Peutinger.

El territori de la futura Bretanya, com tota l'Armòrica, fou conquerit pels romans durant la guerra de les Gàl·lies.
A finals del segle v, els bretons de l'illa de Bretanya (l'actual Gran Bretanya), emigraren a Armòrica amb llurs costums i llengua, la seva presència fou benvinguda pels romans com a defensa de l'Imperi contra les migracions germàniques.
Varen donar nom a aquesta regió, qui s'anomenà durant molt de temps petita Bretanya o Bretanya continental, com a oposició a l'illa d'origen.

### Edat mitjana

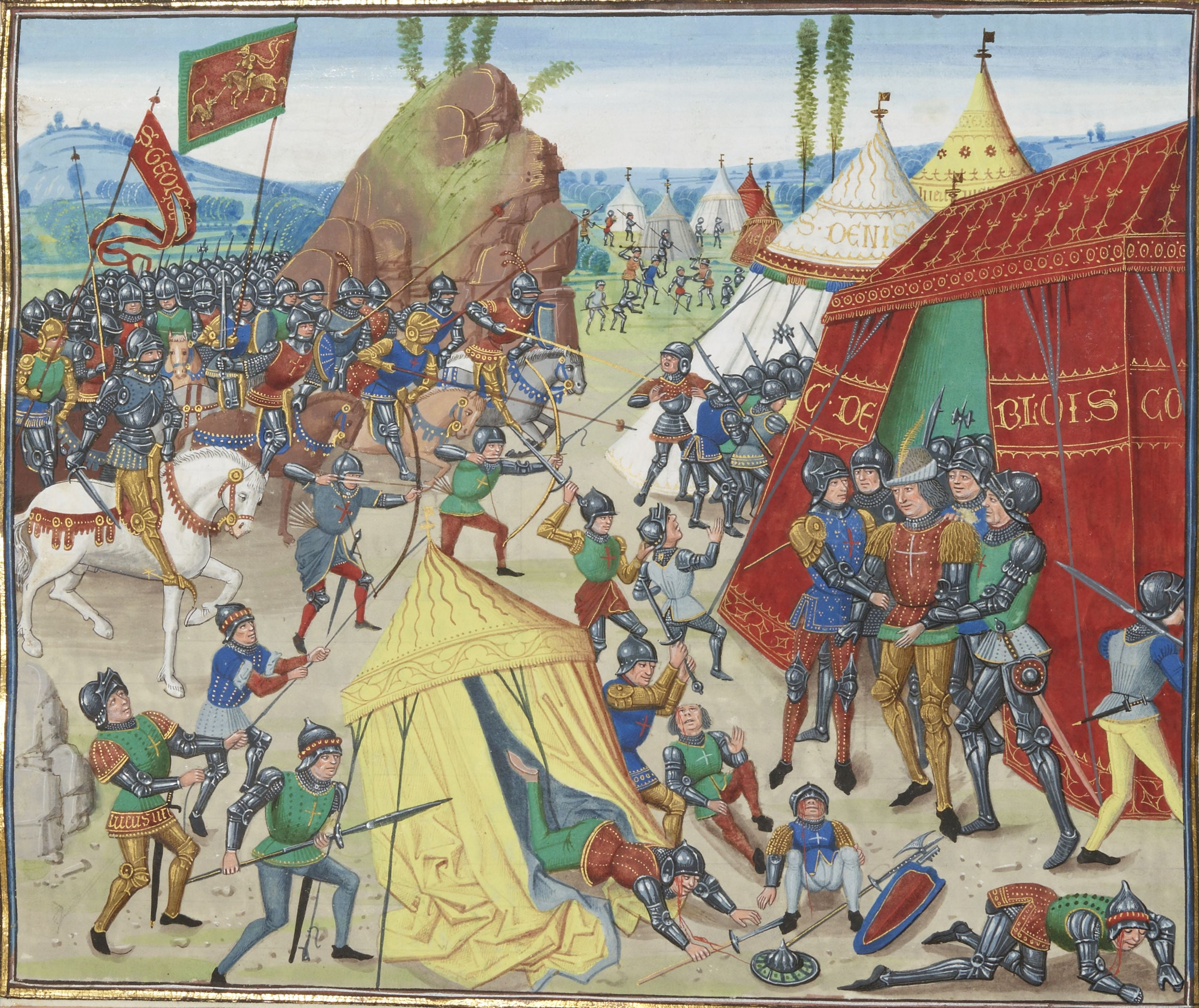
Batalla de la Roche-Derrien durant la guerra de Successió Bretona.

A l'alta edat mitjana, Bretanya fou dividida en dues parts, i més endavant en tres regnes: Dumnònia, Cornualla i Broërec (inicialment anomenat Bro Waroch); que foren reunificats sota l'autoritat dels ducs i reis de Bretanya el segle ix.
Nominoe, sobirà de Bretanya del 845 al 851, fou l'origen del naixement d'una Bretanya unida i independent, per això se'l considera pare de la pàtria: Tad ar Vro. Aquesta Bretanya s'erigeix el segle ix sota Erispoé en un regne unificat. El tractat d'Angers el setembre de 851 va definir-ne els límits. El tractat d'Angers s'esfondra amb Salomó I, qui comença la guerra contra Carles el Calb amb els vikings. Bretanya aconsegueix aleshores la seva màxima extensió i comprèn l'Avranchain, el Cotentin, les illes anglonormandes, una part de Maine i d'Anjou.
El regne trontolla amb les ocupacions i incursions dels vikings a principis del segle x. Bretanya perd les seves últimes conquestes d'Anjou, el comtat de Maine i Nèustria. El 909, després de la mort del rei de Bretanya, Alan I el Gran, Folc I el Roig rep el comtat de Nantes (comtat que havia adquirit definitivament el Pays de Retz al Poitou). Alain II Barbitorte torna aquest comtat als vikings el 937.
Des de finals del segle xiii i ben abans de la unió del ducat de Bretanya al Regne de França, l'administració ducal abandonà el llatí, llengua amb la qual es feien els actes administratius i jurídics fins al segle xiii, i el reemplaçà pel francès, ignorant el bretó.
Reconstituïda pel duc Alain II Barbitorte i els seus successors, Bretanya és un ducat que reprèn globalment els límits del tractat d'Angers. Els ducs continuaren, tanmateix, exercint les prerrogatives reials de llurs predecessors i mantingueren aliances tant amb la família reial francesa com amb l'anglesa mitjançant casaments.
Al joc de relacions feudals, Bretanya esdevé una aposta important entre el rei d'Anglaterra (que reivindicava el tron de França) i el rei de França. Les relacions entre el ducat i els seus veïns depenien essencialment de les relacions personals que mantenien tots dos monarques. La política bretona és aleshores independent, de vegades dominada pel rei anglès i de vegades pel francès. Els ducs bretons, aprofitant les dificultats del poder reial de cara als grans feudals, mantenen una certa independència política davant el rei de França, sobretot a partir dels segles xiv i xv amb l'adveniment de la dinastia dels Montfort. Aquesta política d'emancipació ateny el seu punt culminant sota el regnat de Francesc II de Bretanya amb l'expulsió de l'administració reial. Els nombrosos errors polítics i aliances contra el rei de França, així com l'oposició de la noblesa bretona, causen la seva derrota el 1488.

## Política
Mercès a l'aplicació de la loi Deferre del març del 1982, els 4 departaments (llevat el de Loira Atlàntic), formen part de la regió de desenvolupament de Bretagne, una mena d'experiment descentralitzador de caràcter únicament administratiu, sense veritables competències i sense control dels mitjans de producció, tot i que maneja pressupostos importants i pot decidir en política de subvencions a nivell local.

Logotip de la Regió Bretanya

Tampoc té competències en el camp cultural i lingüístic, la llengua oficial a tots els efectes és el francès, tot i que s'ha obtingut de les autoritats regionals i locals algunes subvencions per a polítiques bretonistes i en algunes zones s'ha iniciat la retolació bilingüe d'alguns pobles (no oficial, bé que tolerada).
Té un Consell Regional de Bretanya de 83 membres, mentre que el Liger Atlantel envia 31 escons al Consell Regional del País del Loira, del que en forma part.
L'himne nacional bretó és des del 1919 Bro gozh ma zadoù (La terra dels meus avantpassats), traducció de l'himne nacional gal·lès feta pel bard Taldir.
- Partit Nacionalista Bretó
- Front d'Alliberament de Bretanya
- Unió Democràtica de Bretanya
- Emgann
- Partit per l'Organització d'una Bretanya Lliure

## Altres enllaços
- Selecció de futbol de Bretanya